# 小リャーホフスキー島
小リャーホフスキー島（しょうリャーホフスキーとう、露: Малый Ляховский）は、ロシア連邦北部のラプテフ海に位置する、ノヴォシビルスク諸島に属するリャーホフスキー諸島の島である。リャーホフスキー諸島の島の中では2番目に大きい。面積は1,325平方キロメートルである。リャーホフスキー諸島は、1773年にこの地域の探検を行ったイヴァン・リャーホフを記念して命名された。

## 地質
小リャーホフスキー島は、鮮新世から更新世にかけての薄い堆積物で覆われた、ジュラ紀後期から白亜紀前期のフリッシュとしても知られるタービダイトで構成されている。これらの中生代の岩石は、砂岩、粘土質岩、および幅7から20キロメートルの東北東に向かって著しく褶曲した頁岩で構成されている。また、これらの岩石は、鮮新世から更新世までの崩積および沖積由来の砂質および粘土質の堆積物からなる比較的薄い層で覆われている。海岸付近の沖積堆積物は、海生の軟体動物や褐炭化した木の化石を含む、沿岸の海浜堆積物のグレードとなっている。巨大な氷楔の存在が特徴的な厚い永久凍土が、これらの堆積物に発達した
。

## 未凍結のマンモスの血液の発見
2013年5月、北東連邦大学の遠征隊が、小リャーホフスキー島で10,000年前の雌のマンモスの遺体を発見した。そして、発掘時の温度が摂氏-7度から-10度であったにもかかわらず、氷洞の下部から液体の血液が見つかったと報告された。この発見により、マンモスの血液が凍結から保護される性質について明らかになるのではないかと推測されている。マンモスの遺体は、細菌の調査と組織の分析、および主にマンモスのクローニングに関する北東連邦大学とスアム生命工学研究院の共同プロジェクトのために、ロシア連邦サハ共和国のヤクーツクへ運ばれた。

## 植生
イグサ科の草本、広葉草本および隠花植物が生えるツンドラが小リャーホフスキー島を覆っている。ツンドラの植生は、主に非常に低成長の草、イグサ、広葉草本、蘚類、地衣類、苔類で構成されている。これらの植物はほとんどの、場所によっては完全に地表を覆っている。土壌は典型的にはざらざらとして湿っており、しばしば小高い丘を形成している。